# Otjozondjupa
Otjozondjupa é uma região da Namíbia. Sua capital é a cidade de Grootfontein.